# سید علی‌اکبر آیت‌الله زاده اصفهانی
سید علی‌اکبر آیت‌الله زاده اصفهانی سیاست‌مدار ایرانی بود، که در  دوره ششم  به‌عنوان نماینده زنجان در مجلس شورای ملی حضور داشت.